# Кунджарани Деви
У этого человека манипурское имя, в котором: Намекракпан — фамилия, Кунджарани — личное имя, Деви — идентификатор пола.
Намекракпан Кунджарани Деви (англ. Nameirakpam Kunjarani Devi; род. 1 марта 1968 года) — индийская тяжелоатлетка. Серебряная призёрка чемпионатов мира и Азии, бронзовая призёрка Азиатских игр и чемпионка игр Содружества, участница Олимпийских игр в Афинах. Награждена высшей спортивной наградой Индии Раджив Ганди Кхел Ратна в 1994 и четвёртой по старшинству гражданской наградой Индии Падма Шри в 2011 году. В списке «Величайших тяжелоатлетов века», составленным IWF в 2000 году, заняла пятое место.

## Биография
Кунджарани Деви заинтересовалась спортом ещё во время учёбы в школе в 1978 году. К окончанию колледжа её выбор остановился на тяжёлой атлетике. Начиная с 1985 года она регулярно выигрывала медали на Национальных чемпионатах, а в 1987 установила два новых национальных рекорда.
В 1990 году она вошла в состав первой женской команды тяжелоатлетов на Азиатских играх, где выиграла бронзовую медаль.
В том же году стала первой женщиной-тяжелоатлетом, награжденной спортивной премией Арджуна.
Заняла второе место в категории до 44 кг на чемпионатах Азии среди женщин 1991 и 1992 годов.
Однако на Чемпионат мира по тяжёлой атлетике 1993 года Кунджарани не попала из-за проблем с визой.
В 1996 году перенесла операцию на колене, но вернулась в спорт после восстановления.
На Азиатских играх в Бангкоке подняла в общей сумме 165 кг, что оказалось на 22,5 кг меньше, чем смогла поднять победившая Лю Сюхуа.
Несмотря на то, что она была самой опытной тяжелоатлеткой страны, Кунджарани не была включена в сборную Индии на Олимпийских играх в Сиднее.
Зато в 2001 году она выиграла золотую медаль на чемпионате Азии в Чонджу, однако после положительного теста на допинг результаты были аннулированы, а Кунджарани — дисквалифицирована на полгода.
После возвращения она завоевала золото на играх Содружества в Манчестере, подняв в сумме 167,5 кг.
На чемпионате мира 2003 года заняла пятое место, подняв общий вес 182,5 кг.
С таким же результатом закончилось её выступление на Олимпиаде в Афинах. Она не смогла поднять 82,5 кг в рывке с первой попытки, а подняв, не осилила следующий вес — 85 кг. В толчке она успешно подняла 102,5 и 107,5 кг, но провалила третью попытку с 112,5 кг.
Двумя годами позже Кунджарани стала чемпионом Игр Содружества в Мельбурне, подняв в сумме 166 кг, что было чуть меньше рекордного веса, поднятого ею на прошлых играх.
После завершения спортивной карьеры продолжила службу в индийской полиции в звании коменданта. В 2014 году входила в состав комитета по присуждению премий Раджив Ганди Кхел Ратна и Арджуна, а также была тренером индийской женской команды по тяжёлой атлетике на играх Содружества в Глазго.